# Dicranoptycha occidentalis
Dicranoptycha occidentalis là một loài ruồi trong họ Limoniidae. Chúng phân bố ở miền Tân bắc.